# Lliga Vèneta
La Lliga Vèneta (Łiga Vèneta en venecià) és una lliga política del Vèneto, aliada a altres lligues del nord d'Itàlia. La seva bandera principal és la bandera històrica de Venècia. Abans es presentava sola, però un cop aliada a part de la Lliga Nord una part s'ha dividit del partit formant una altra formació política, la Liga Veneta Repubblica, que a les eleccions de 2013 va obtenir menys d'un 1%.

## Membres
El partit està representat en el Parlament italià per 15 diputats i 7 senadors, en el Consell Regional de Vèneto per 11 diputats regionals (inclòs el President Marino Finozzi). Lliga Vèneta controla també dues Províncies de Vèneto (Treviso i Vicenza) i molts ajuntaments, els més grans i coneguts dels quals són Verona, Treviso i San Donà di Piave.
El partit compta amb dos ministres en el govern regional (inclosa la Vice-Presidenta Franco Manzato i dos membres del IV Gabinet Berlusconi: Luca Zaia, Ministre d'Agricultura i Francesca Martini, Secretari de Salut.
Des del 2010, el president del Vèneto és el lingüista Luca Zaia.
Els membres de la Lliga Vèneta, successivament, triats el càrrec de president federal de Lliga Nord de 1991 a 2005 són els següents:
- Franco Rocchetta (1991-1994)
- Stefano Stefani (1995-2002)
- Luciano Gasperini (2002-2005)

Els membres de la Lliga Vèneta també lideren la Lliga Nord en el Senat italià:
- Luciano Gasperini (1999-2000)
- Federico Bricolo (2008 -...)

Gasperini va anar també com a candidat a President de la República en 1999.